# Rață cârâitoare
Rața cârâitoare (Spatula querquedula) este o pasăre anzeriformă din familia anatidelor (Anatidae) răspândită în regiunile cu lacuri și iazuri ale Europei și Asiei occidentale.

## Caracteristici
Are o mărime de 34–41 cm  (aproape cât porumbelul) și o greutate de 290-480 g, de culoare cenușie, cu capul cafeniu cu o dungă albă spre ceafă la masculi, cafeniu la femele; ciocul puțin lat, verzui-negricios la masculi, cenușiu-verzui la femele și picioarele brun-cenușii. Masculii sunt mai mari decât femelele. Se hrănește de obicei cu vegetale: semințe, grăunțe, cereale, ierburi etc.; destul de des și cu lipitori. Își face cuibul  pe sol în ierburi, în apropierea apelor, în stufăriș; cuibul  este o adâncitură cu ceva plante, puf și câteva pene. Ponta este depusă de la mijlocul lui aprilie până la începutul lui mai. Ouăle, în număr de 8-10, sunt de culoarea smântânii până la brun-ruginii. Incubația durează 21-23 de zile. Clocitul începe o dată cu depunerea ultimului ou, fiind asigurat de femele. Are loc o singură clocire pe an. Puii sunt nidifugi (acoperiți cu puf, imediat după ieșirea din ou) și sunt conduși de femele; pot zbura la 5-6 săptămâni. Puii sunt acoperiți cu un puf cafeniu închis, cu pată galben deschisă între aripi; cenușiu pe abdomen și au ciocul brun-cenușiu; tarsurile și picioarele gri-galbene.
În România este răspândită în toată țara; în timpul migrărilor se întâlnește până sus la munte, pe lacuri sau râuri și este prezentă în timpul cald, toamna migrează pentru iernare în Africa Centrală și sudul Asiei.

## Galerie

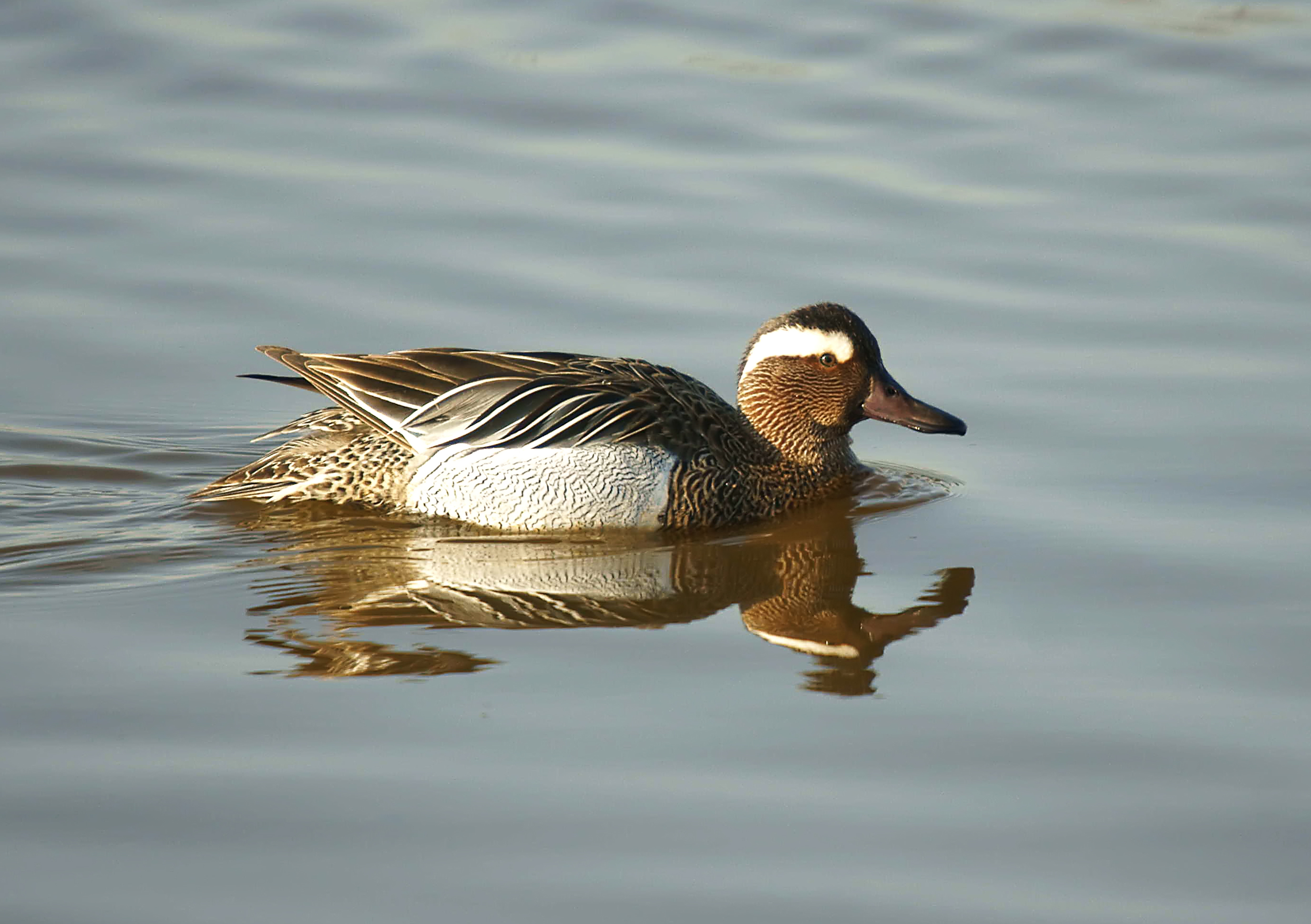
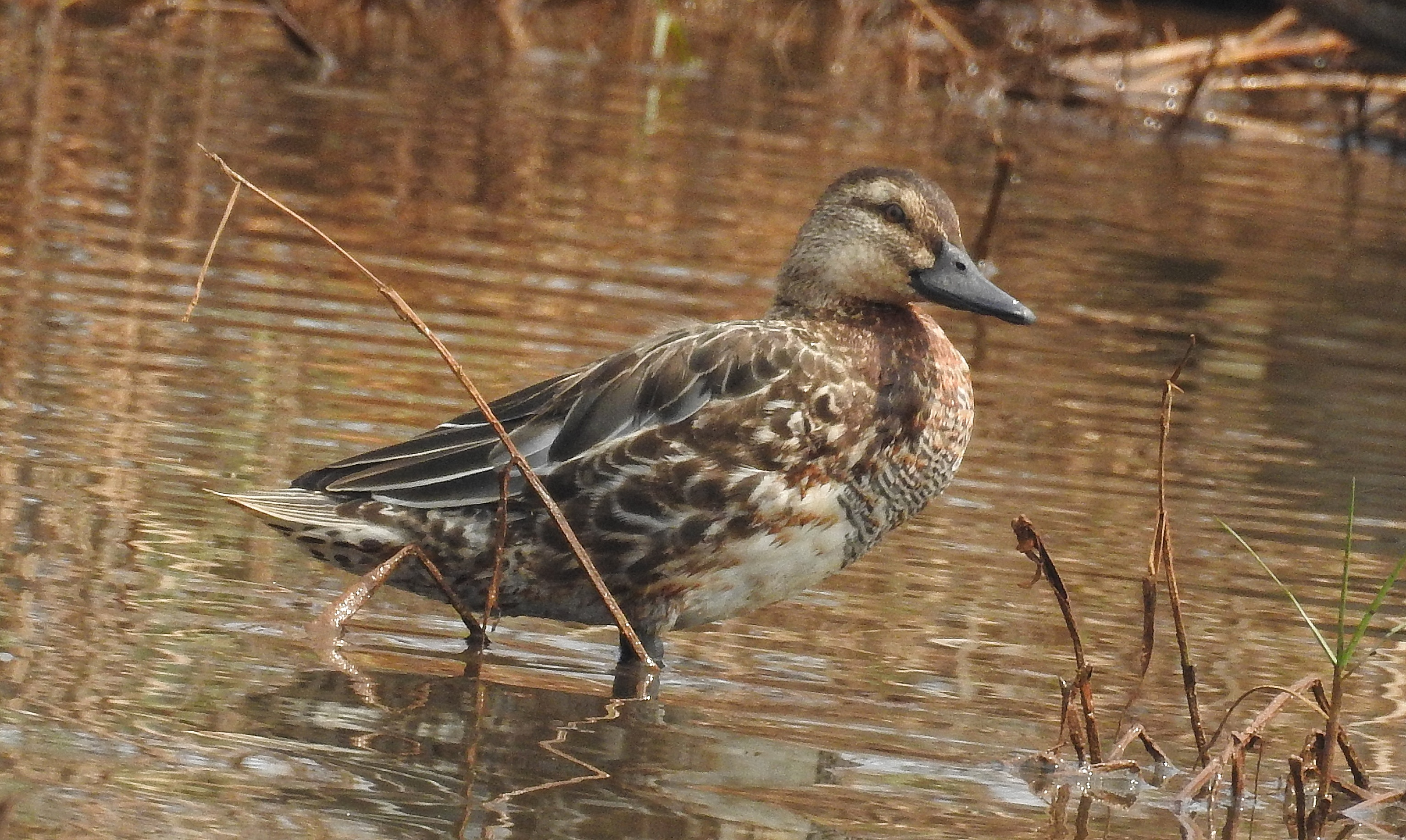
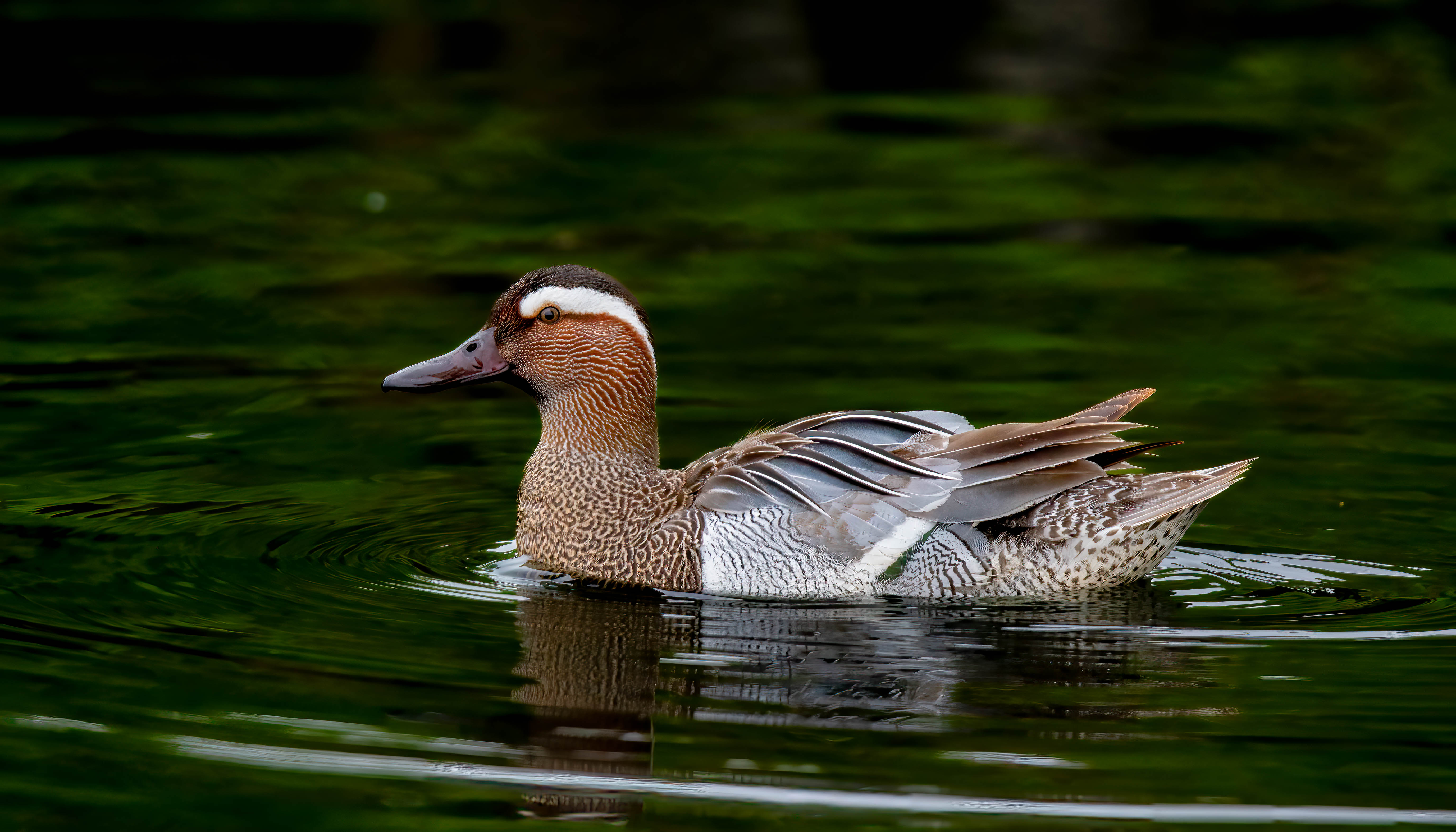